# قوزاق

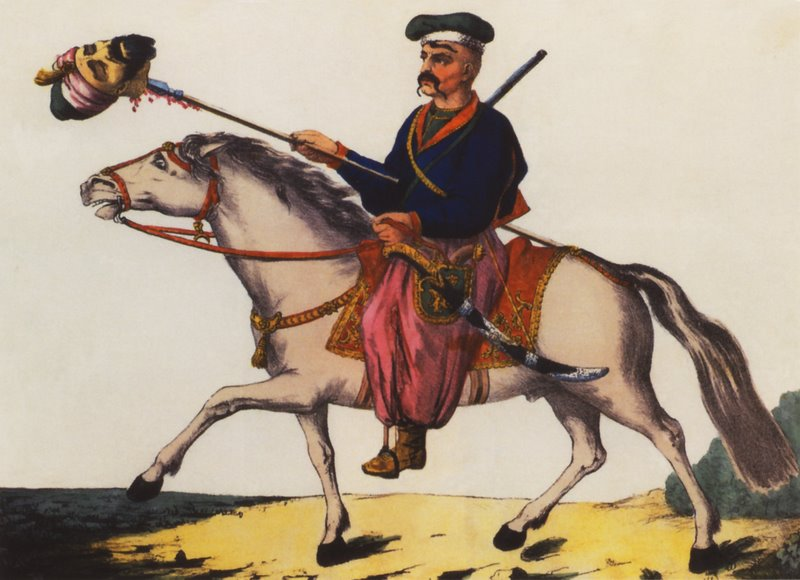
فارس قوزاقي عاد منتصرا حاملا راس عدوه التتاري

صليب قوزاقي

القوزاق (بالروسية:Казаки، بالأوكرانية:Козаки) هم مجموعة إثنية أرثوذكسية شرقية للسلافيين الشرقيين الذين يقطنون بجملتهم السهوب الجنوبية في شرق أوروبا وروسيا وكازاخستان وسيبيريا. وهناك أكثر من فرضية بشأن أصل القوزاق ومن أين ينحدرون، ثمة فرضية تقول ان القوزاق هم فئة عسكرية من الناس ضمن روسيا. ولا يوافق على ذلك القوزاق انفسهم، إذ يعتبرون ان أصولهم أعرق بكثير. ومن المعتقد ان موطن القوزاق هو خط من القلاع والحصون كان يمر من نهر الفولغا الوسطى باتجاه مدينتي ريازان وتولا ثم ينعطف نحو الجنوب ويصل إلى نهر الدنيبر في منطقة مدينتي بوتيفل وبيرياسلاف.
سكنوا مناطق ذات كثافة سكانية منخفضة في أحواض نهر دنيبر ودون وتريك وأورال، ولعبوا دورًا مهمًا في التطور التاريخي والثقافي لكل من أوكرانيا وروسيا. نُظمت مجموعات القوزاق المختلفة على أسس عسكرية مع مجموعات كبيرة مستقلة تسمى الحشود. كان لكل حشد منطقة تتكون من قرى تابعة تسمى ستانيتسا. استمر أسلوب حياة القوزاق في القرن العشرين، على الرغم من التغييرات المجتمعية الكاسحة للثورة الروسية التي عطلت مجتمع القوزاق كأي جزء آخر من روسيا؛ هاجر العديد من القوزاق إلى أجزاء أخرى من أوروبا بعد إنشاء الاتحاد السوفييتي، بينما بقي آخرون وانحلوا في الدولة الشيوعية. نُظمت وحدات متجانسة قوامها من القوزاق وحاربت لصالح كلًا من ألمانيا والاتحاد السوفييتي خلال الحرب العالمية الثانية.
بعد الحرب العالمية الثانية، حل الاتحاد السوفييتي وحدات القوزاق ضمن الجيش السوفييتي، وقُمعت العديد من تقاليد القوزاق خلال سنوات الحكم بقيادة جوزيف ستالين وخلفائه. خلال حقبة البيريسترويكا في الاتحاد السوفييتي في أواخر الثمانينيات، تحرك أحفاد القوزاق لإحياء تقاليدهم الوطنية. في عام 1988، أصدر الاتحاد السوفييتي قانونًا يسمح بإعادة إنشاء حشود سابقة من القوزاق وتشكيل حشود جديدة. خلال التسعينيات، وافقت العديد من السلطات الإقليمية على تسليم بعض المهام الإدارية المحلية وحفظ الأمن لحشود القوزاق خاصتها.
في تعداد عام 2002 الروسي، أعلن 140,028 شخصًا انتماءهم لإثنية القوزاق، في حين حُدد 67,573 شخصًا على أنهم قوزاق في تعداد عام 2010. يرتبط ما بين 3.5 و 5 ملايين شخص بالهوية الثقافية للقوزاق في جميع أنحاء العالم، ما يجعلهم أكبر مجموعة سلافية تفتقر لدولتها الخاصة. تعمل منظمات القوزاق في روسيا وكازاخستان وأوكرانيا وبيلاروسيا والولايات المتحدة.

## أصول القوزاق
يعود أصل كلمة «القوزاق» بحسب بعض الباحثين إلى كلمة كازاك التركية المشتقة عن كلمة خزر، وهي مترادفة في لغات شرق أوروبا مع كلمة تتري وتركي ومغولي. ولكنها منذ بداية القرن السادس عشر الميلادي اخذت تشير إلى جماعات من الأقنان السلاف المسيحيين الذين فروا من ضياع النبلاء في أوكرانيا وروسيا واستقروا في السهوب الجنوبية على ضفاف نهري الدنيبر والدنيستر والدون، ومع نهاية القرن السادس عشر أصبحت مناطق نهر الدون ونهر الدنيبر مملوكة للقوزاق الذين حولوا أماكن إقامتهم إلى مستوطنات ثابتة. ويختلف الباحثون حول سبب تسميتهم بالقوزاق. ويقول البعض ان انحدار. القوزاق يعود إلى عهد الحكم المغولي-التتري حين كان يدفعون إتاوة بشرية للحكام المغول-التتر ويرسلون رعاياهم ليؤدوا الخدمة العسكرية في القوات المغولية. اما كلمة القوزاق بحسب هذا الرأي فمشتقة من كلمة تركية تعني الفرسان الاخفاء. وبعد تفكك الدولة المغولية احتفظ القوزاق بتنظيمهم العسكري واستوطنوا بعض المناطق الواقعة في وديان نهري الدنيبر والدون. ويشير البعض الآخر إلى أن القوزاق أطلقوا على أنفسهم هذه التسمية باعتبار أنهم أحرار مثل التتر، فيما أشار آخرون إلى أنهم اعتبروا أنفسهم أعضاء «الاورطة الذهبية» مثل المغول-التتر، فيما قال البعض أن النبلاء البولنديين سموهم بذلك الاسم احتقارا لهم. وقد تزايدت صفوفهم بعد أن انضمت اليهم عناصر من سائر الأنواع والأجناس من فقراء ونبلاء. اما القوزاق بالذات فكانوا يعتبرون انفسهم دوما شعباً حراً، ولا يعترفون بانهم ينحدرون من الاقنان الروس أو الأوكرانيين.

## القوزاق فيروسيا القيصرية
في القرن الرابع عشر قام القوزاق بتشكيل مجموعتين كبيرتين من الناس تقطنان أسفل نهري الدون والدنيبر، وانضم اليهم الكثير من المهاجرين السلاف الشرقيين من امارتي موسكو ولتوانيا. وبحلول القرن السادس عشر تحولت مجموعة قوزاق الدون إلى قوات ضخمة حرة وانتشرت بمنطقة كوبان ونهر تيريك ثم تحالفت مع دولة القياصرة الروس وبدأت في استيطان أنحاء كبيرة من روسيا، بما فيها اسفل نهر الفولغا ونهر يائك ومنطقة القوقاز، وكذلك اراض شاسعة في سيبيريا والشرق الأقصى. اما مجموعة قوزاق الدنيبر فشكلت كيانا أطلقت عليه تسمية «زابوروجسكايا سيتش». وكان لها النظام العسكري الإداري المتين القائم على مبادئ «ديمقراطية القوزاق». وكانت «زابوروجسكايا سيتش» اولا موالية لبولندا، ثم تخلت عن هذه الموالاة وانحرفت نحو روسيا القيصرية، الامر الذي أدى إلى انضمام أوكرانيا إلى روسيا في منتصف القرن السابع عشر.

## فتوحات وانتفاضات القوزاق

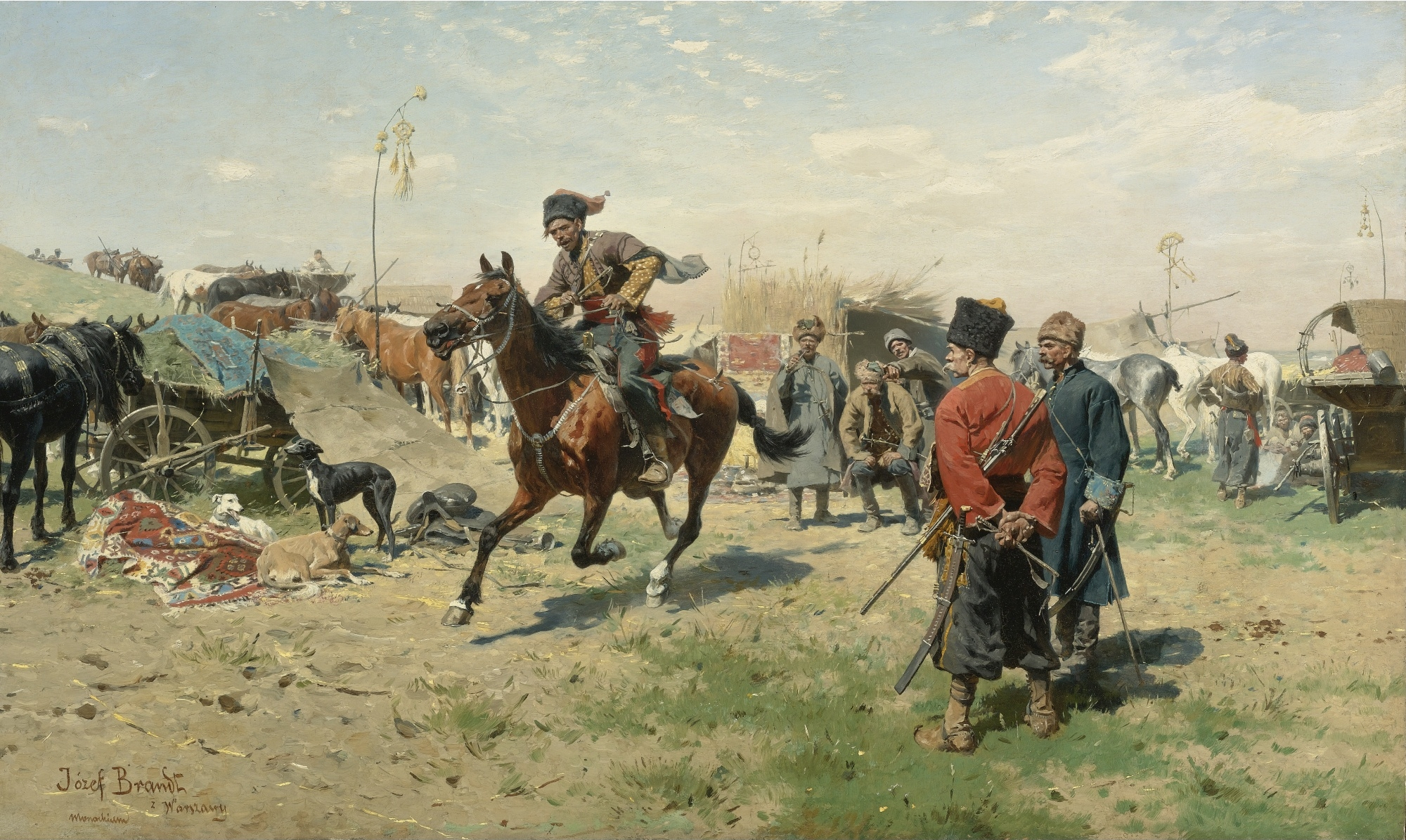
القوزاق الأوكرانيون

وشاركت قوات القوزاق بنشاط في استيطان مناطق القوقاز وسيبيريا والشرق الأقصى. ومن أشهر الفتوحات الجديرة بالذكر هنا هي بعثة قام بها قائد القوزاق يرماك في عهد القيصر إيفان الرهيب (منتصف القرن السادس عشر)، وبعثة قام بها قائد القوزاق فاسيلي بوياركوف الذي فتح لروسيا نهر امور وجزيرة ساخالين في عام 1645، وقائد القوزاق في سيبيريا سيميون ديجنيف الذي فتح المضيق بين آسيا وأمريكا في عام 1648، وقائد القوزاق من سيبيريا أيضاً فلاديمير أتلاسوف الذي فتح شبه جزيرة كامتشاتكا في اواخر القرن السابع عشر. لكن القوزاق غالبا ما كانوا أيضاً يقودون الحركات المناهضة للسلطة القيصرية المركزية، حيث انهم لعبوا دورا ملحوظا في الفتنة الكبيرة بروسيا مطلع القرن السابع عشر، حين ترأس قائدا القوزاق ستيبان رازين ويميليان بوغاتشوف الانتفاضتين الشعبيتين ضد السلطة القيصرية المركزية في القرنين السابع عشر والثامن عشر، وذلك بسبب المحاولات المستمرة التي كان القياصرة الروس يقومون بها للحد من حقوق القوزاق والاخلال بعاداتهم وتقاليدهم الاصيلة. لعبت قلعة سانت إليزابيث دورًا مهمًا في هزيمة القوزاق الأوكرانيين: انطلق 100 ألف جندي من هذا المكان بالذات، حيث كان يقع المقر العسكري الرئيسي للجيش الإمبراطوري الروسي في أوكرانيا، ودمروا قلعة الكاشاك الأوكرانية، سيش.

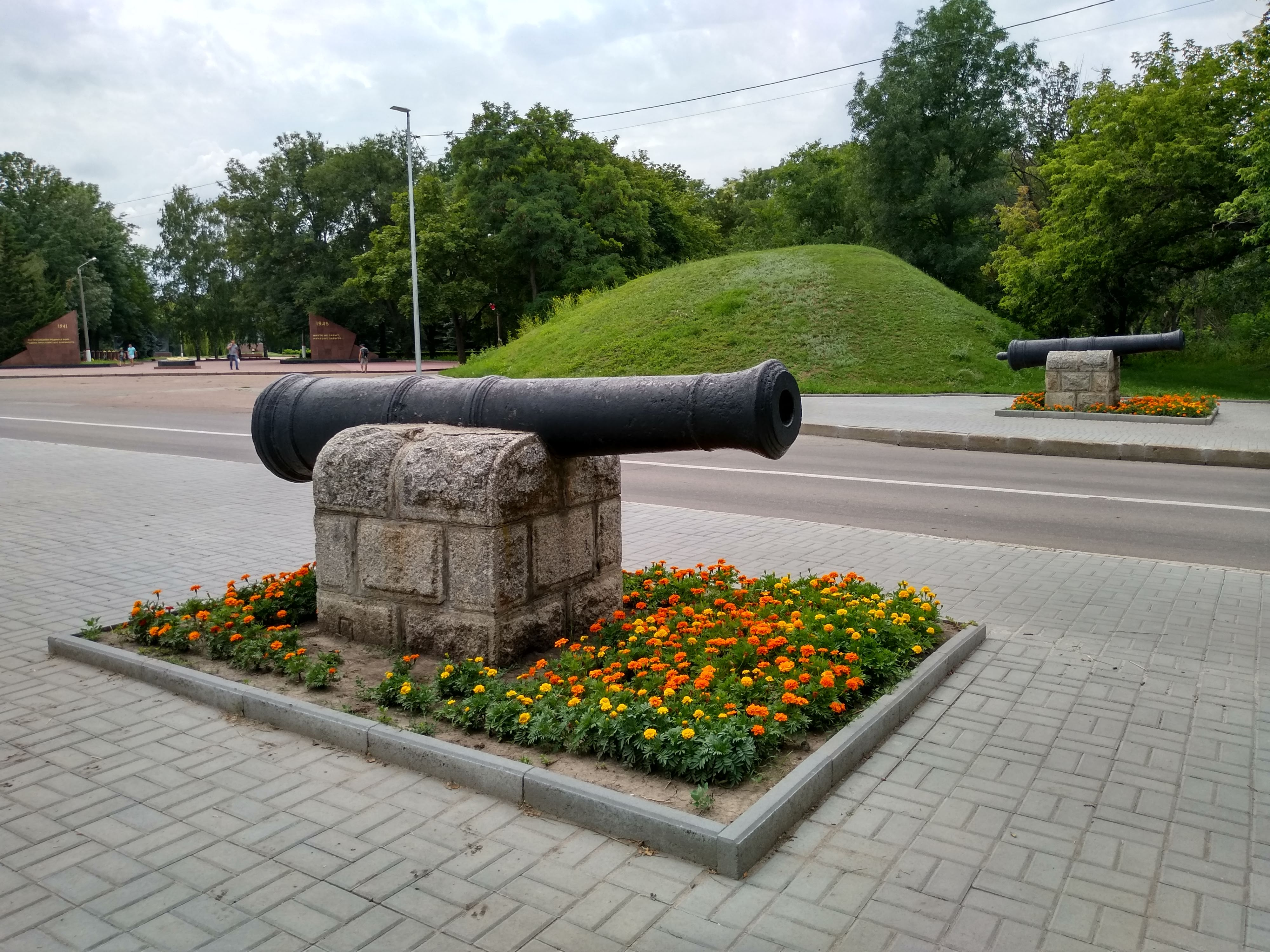
قلعة القديسة إليزابيث

## القوزاق في عهد الامبراطورية الروسية
وتجدر الإشارة إلى الدور الخاص الذي لعبه القوزاق في الحروب العديدة التي كانت تخوضها الامبراطورية الروسية في القرون الثامن عشر والتاسع عشر والعشرين، كونهم مدافعين عن الدولة الروسية وأعوانا للحكم القيصري. وبعد خضوعهم للقياصرة بات القوزاق من أشجع الجنود وأمهر الفرسان وأسهموا كقوة موالية للقيصر الروسي في الحروب بالقوقاز وأسيا الوسطى. واشتهروا بوضع العراقيل امام قوات نابليون بونابرت أثناء هزيمته وانسحابه من روسيا عام 1812. وساعد على ذلك إلى درجة كبيرة وضعهم القانوني الخاص في الامبراطورية الروسية حيث ظلوا أحرارا يزرعون الأرض ويدافعون عن حدود الوطن في آن واحد.

## القوزاق في عهد السلطة السوفيتية
بعد قيام الثورة البلشفية في روسيا عام 1917 وقفت غالبية القوزاق بجملتهم الي جانب الحرس الأبيض المناهض للسلطة الجديدة، الامر الذي أدى إلى ممارسة القمع والاضطهاد بحق الكثير منهم لمقاومتهم لاجراءات اتخذتها السلطة السوفيتية. وأصدرت اللجنة المركزية للحزب الشيوعي الروسي في يناير / كانون الثاني عام 1919 قرارا يقضي بممارسة الإرهاب الجماعي بحق القوزاق، ولاسيما بحق زعمائهم الذين ترأسوا الحركة المناهضة للسلطة البلشفية. وتم اعدام الكثير منهم. وهاجر قسم منهم إلى خارج روسيا حيث استمروا في الكفاح ضد السلطة السوفيتية، الامر الذي دفع قسماً منهم إلى التعاطف مع النازيين الالمان أثناء الحرب العالمية الثانية.

## القوزاق في الحرب الوطنية العظمى (1941-1945)
قبل عام 1936 لم يكن يسمح للقوزاق بالخدمة في الجيش الأحمر. لكن تم إلغاء هذا الحظر في عام 1936 نظرا لوجود خطر نشوب العدوان المسلح على الاتحاد السوفيتي من جانب ألمانيا النازية. وتم تشكيل فرق وأفواج فرسان القوزاق. وصدر القرار الحكومي الخاص الذي يسمح بارتداء بدلة القوزاق القومية. وشاركت وحدات القوزاق أثناء الحرب الوطنية العظمى في المعارك التي خاضها الجيش السوفيتي ضد ألمانيا النازية.
ومنذ عام 1943 بدأ اندماج وحدات فرسان القوزاق في الوحدات المدرعة للجيش السوفيتي. واستخدمت الخيول كقاعدة عامة لتحقيق سرعة التنقل بعد انتهاء المعارك. اما القوزاق انفسهم فكانوا يرافقون الدبابات بصفتهم مشاة. وقد منح 262 فارسا من القوزاق لقب بطل الاتحاد السوفيتي.

## نهضة القوزاق الجديدة
اتخذت منذ عام 1989 محاولات لنهضة القوزاق في الاتحاد السوفيتي وروسيا الاتحادية. وقد أصدر مجلس السوفيت الأعلى للاتحاد السوفيتي في عام 1989 مرسوما اعترف باعمال القمع والاضطهاد بحق القوزاق وأكد حقهم باعادة الاعتبار السياسي لهم. وفي عام 1995 صدر المرسوم الرئاسي الذي تشكلت بموجبه الإدارة العامة لقوات القوزاق لدى رئيس روسيا الاتحادية. اما في عام 1998 فصدر المرسوم الآخر الذي يقضي بإنشاء جمعيات القوزاق السبع عشرة، وبينها جمعيات الفولغا، وسيبيريا، واركوتسك، وما وراء البايكال، وتيرسك، واسوريسك،]] وينيسيه، واورينبورغ، وكوبان، والدون أو «جيش الدون الأكبر». ووافق رئيس روسيا دميتري مدفيديف في 3 يوليو / تموز عام 2008 على «مفاهيم سياسة الدولة الروسية إزاء القوزاق الروس» التي تهدف إلى تنسيق سياسة الدولة الخاصة بنهضة القوزاق الروس فيما يتعلق بخدمة الدولة والتعاون بين جمعيات القوزاق وأجهزة الدولة المركزية والمحلية. وتنص الفكرة على ان القوزاق يسهمون بنشاط في حل المسائل الاجتماعية انطلاقا من مصلحة السكان وآخذا بالحسبان التقاليد التاريخية والمحلية. وتهدف سياسة الدولة في هذا المجال إلى النهوض بالاصول الثقافية والحضارية والدينية للقوزاق الروس. وتقيم الدولة لهذا الغرض الآليات المالية والتنظيمية وكافة الظروف اللازمة.